# On n'entre pas
Pour plus de détails, voir Fiche technique et Distribution.
On n'entre pas (titre original : Ask Father) est un court métrage de comédie américaine, de style slapstick, en noir et blanc et muet, réalisé par Hal Roach et sorti en 1919. Ce film met en scène le comique Harold Lloyd.

## Synopsis
Un jeune couple aimerait se marier. Mais pour cela, il faudrait que le prétendant puisse demander, en bonne et due forme, la main de sa promise au père de celle-ci. Or celui-ci, extrêmement occupé, est très difficile à rencontrer…

## Fiche technique
- Titre : On n'entre pas
- Titre original : Ask Father
- Réalisation : Hal Roach
- Scénario : H.M. Walker
- Musique : Robert Israel (pour l'édition vidéo de 2003)
- Production : Hal Roach, Rolin Films
- Pays de production :  États-Unis
- Genre : Comédie, Slapstick
- Durée : 13 minutes
- Dates de sortie :
  - États-Unis : 9 février 1919
  - France : 21 octobre 1923

## Distribution
- Harold Lloyd : le jeune homme
- Bebe Daniels : l'opératrice
- Harry Pollard : le secrétaire
- Bud Jamison : le vigile

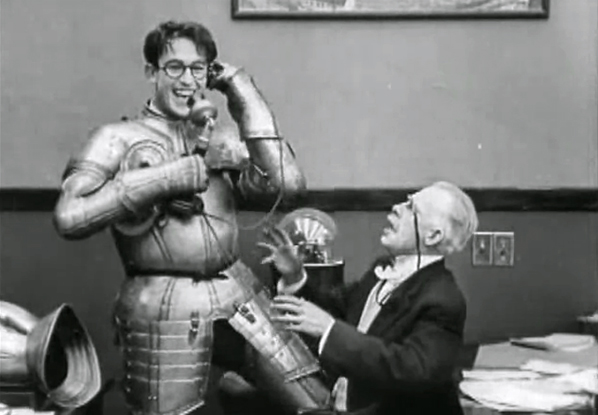
Harold Lloyd dans une scène du film.

- Noah Young : le gros employé de bureau
- Sammy Brooks : le petit employé de bureau
- James A. Fitzgerald : un employé de bureau
- William Gillespie : un employé de bureau
- Dee Lampton : un employé de bureau
- Lew Harvey : apparition
- Margaret Joslin : apparition
- Dorothea Wolbert (en) : apparition
- Charles Stevenson : le policier (non crédité)

## Récompenses et distinctions

### Nominations
- Saturn Award 2006 :
  - Saturn Award de la meilleure collection DVD (au sein du coffret Harold Lloyd Collection)